# Gwenfritz
Gwenfritz est une sculpture abstraite en acier peint, réalisée par Alexander Calder. Elle est située au musée national d'histoire américaine, au 14th Street et Constitution Avenue, à Washington
Elle a été inaugurée le 2 juin 1969. En 1983, elle fut transférée de l'ouest devant la place de la fontaine, à un emplacement plus rapproché des limites du terrain du musée. Il est prévu qu'elle soit transférée de nouveau à son emplacement d'origine.
L'œuvre est nommée d'après Gwendolyn Cafritz, veuve de Morris Cafritz (en), qui avait aidé à financer le projet en tant que chef de la Fondation Morris et Gwendolyn Cafritz.